# Stary Rynek we Włocławku
Stary Rynek – jest jednym z najważniejszych placów Śródmieścia we Włocławku. Przeważająca część zabudowy stanowią kamienice pochodzące z XIX wieku. Plac objęty jest lokalnym programem rewitalizacji.
Ma kształt prostokąta o wymiarach 150x70 metrów. Wpadają do niego ważniejsze ulice starego miasta jak: Tumska, 3 Maja, Łęgska, Zamcza, Szpichlerna.

## Historia
Jeszcze nie tak dawno, w połowie XIX w. naprzeciwko kościoła parafialnego stał Ratusz. Był to budynek jednopiętrowy, wymurowany z cegły. Dookoła ratusza stały stragany z chlebem, mąką, mięsem i nabiałem. Budynek z powodu całkowitej ruiny w 1872 roku został rozebrany. Po rozbiórce starego ratusza najbardziej okazałym budynkiem na Starym Rynku, róg ulicy Świętojańskiej 1 (ob. Świętego Jana), był hotel „Trzy Korony”. 
W hotelu od lat 70 XIX w. aż do wybuchu I Wojny Światowej odbywały się bale i zjazdy ziemiańskie z Kujaw. Po zakończeniu działań wojennych w 1918 roku hotel przestał istnieć, w budynku do 1933 roku mieścił się sąd okręgowy. Stary Rynek pełnił także przez wieki funkcję targowiska. W okolicy ulicy 3 Maja stały stragany i budy drewniane, spełniające funkcje handlowe. W czasie okupacji hitlerowskiej Niemcy na przełomie roku 1939/1940 zburzyli, w celu otwarcia widoku na panoramę za Wisłą, budynki naprzeciwko kościoła św. Jana. W ten sposób pozbawiono Stary Rynek dwóch starych, zabytkowych kamienic, które wraz z innymi kamienicami tworzyły zamknięty czworobok architektoniczny.

## Rewitalizacja Starego Rynku
Rewitalizację ujęto w Lokalnym Programie Rewitalizacji Miasta Włocławek do 2015 roku. Część kosztów pokryto ze środków unijnych RPO Województwa Kujawsko-Pomorskiego na lata 2007-2013. Prace remontowe zakończyły się 2 sierpnia 2013 r. 
W ramach projektu:
- powierzchnia placu została utwardzona, powstały nowe granitowe chodniki, w posadzkach zamontowano światła,
- poszerzono taras widokowy i schody prowadzące na plac z ul. Tumskiej, aby usprawnić organizację i przebieg różnego rodzaju imprez plenerowych,
- zmienił się układ zieleni, obecnie zajmuje 2650 metrów kwadratowych, znaczną część przeznaczono na trawniki, posadzono krzewy (m.in. barwinek, igra błyszcząca), wiśnie ozdobne i kasztanowce czerwone, klomby, żywopłot,
- w nawierzchnię placu wmurowano płyty kamienne z informacją o obiektach niegdyś tam stojących[3]: umieszczono tablicę z wizerunkiem ratusza rozebranego w 1872 r. oraz 3 tablice z numerami porządkowymi nieistniejących już kamienic[4]
- powstały nowe ławki i lampy[5]

## Najważniejsze budynki
- Stary Rynek 14,15 - kamienice z barokowymi szczytami, wybudowane jedna w XVI, druga w XVIII w; zostały połączone w całość z zachowaniem historycznego układu i tworzą Muzeum Historii Włocławka[6].
- Kościół św. Jana Chrzciciela - późnogotycki, wybudowany w 1538 roku; dawna fara miejska.

## Galeria

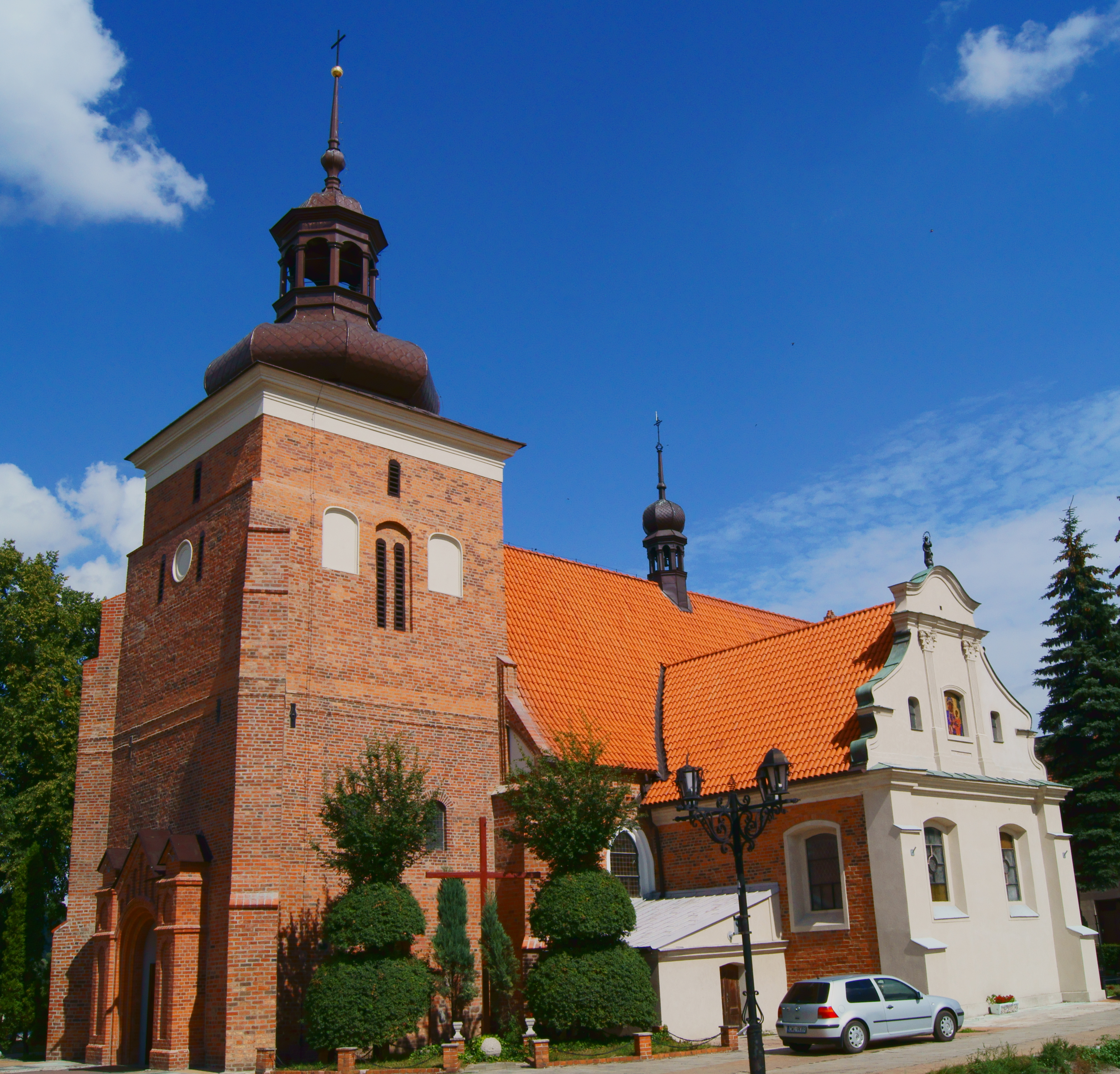
Kościół św. Jana Chrzciciela we Włocławku
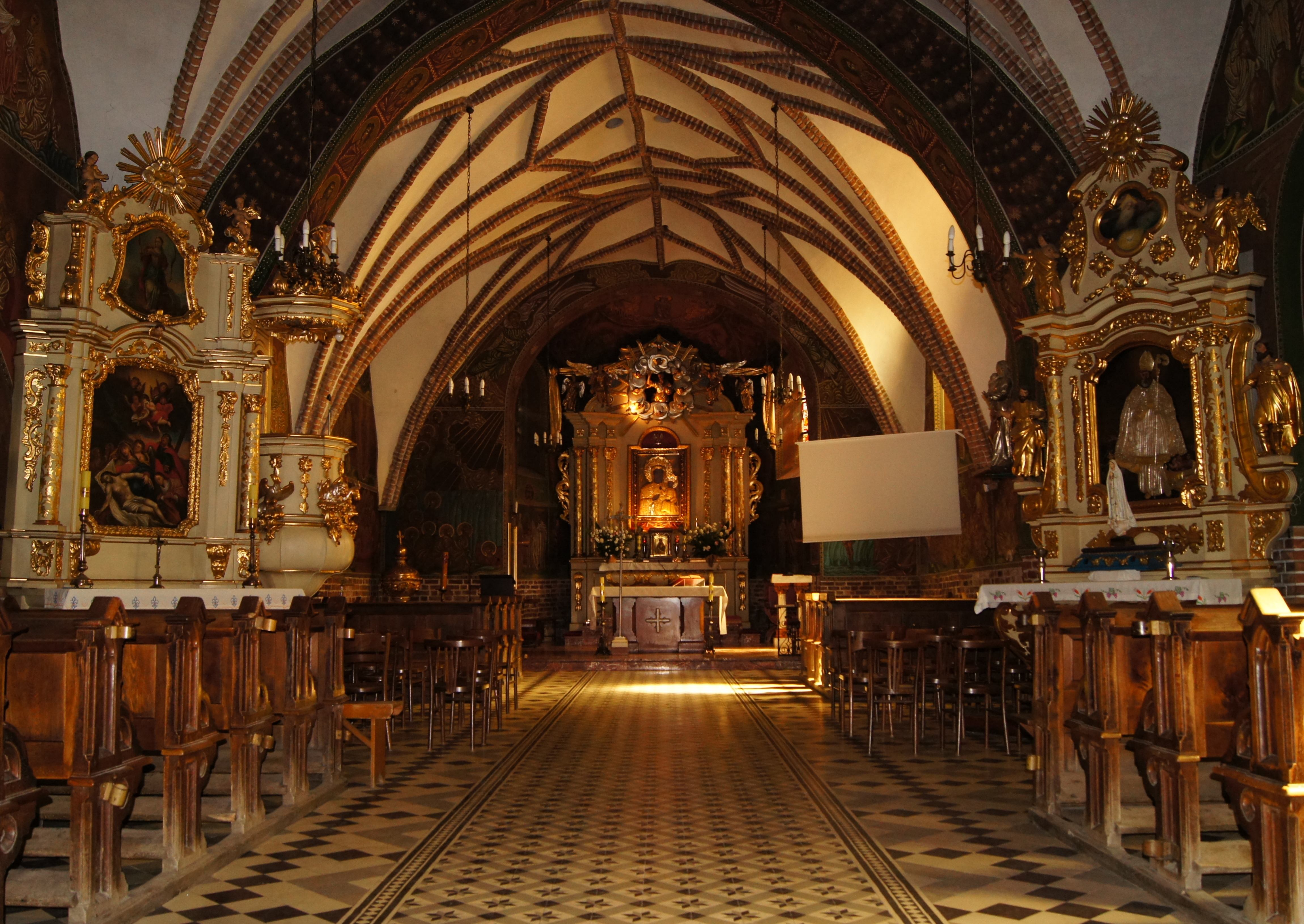
Wnętrze Kościoła św. Jana, widok na Główny Ołtarz
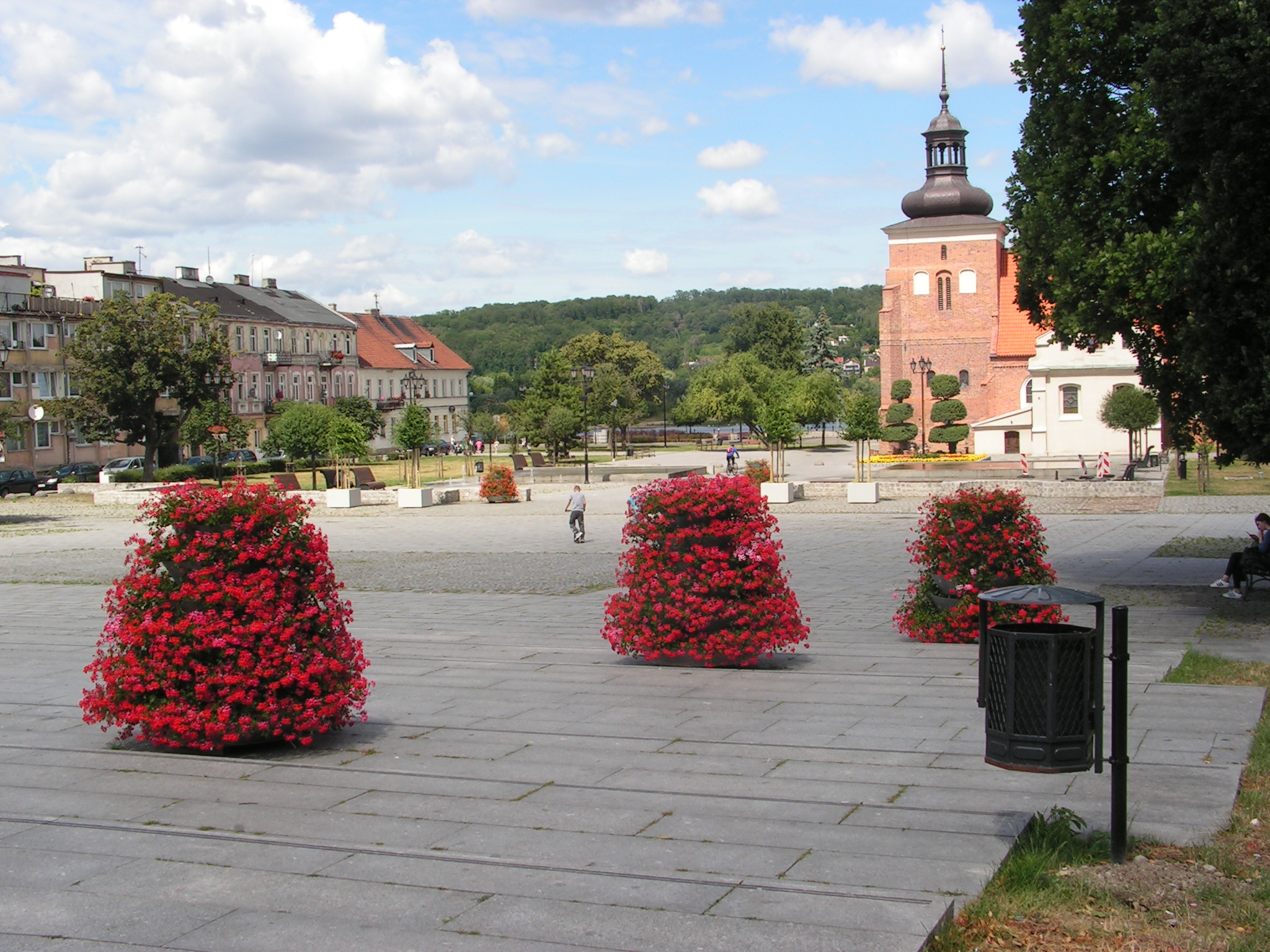
Zabudowa Starego Rynku
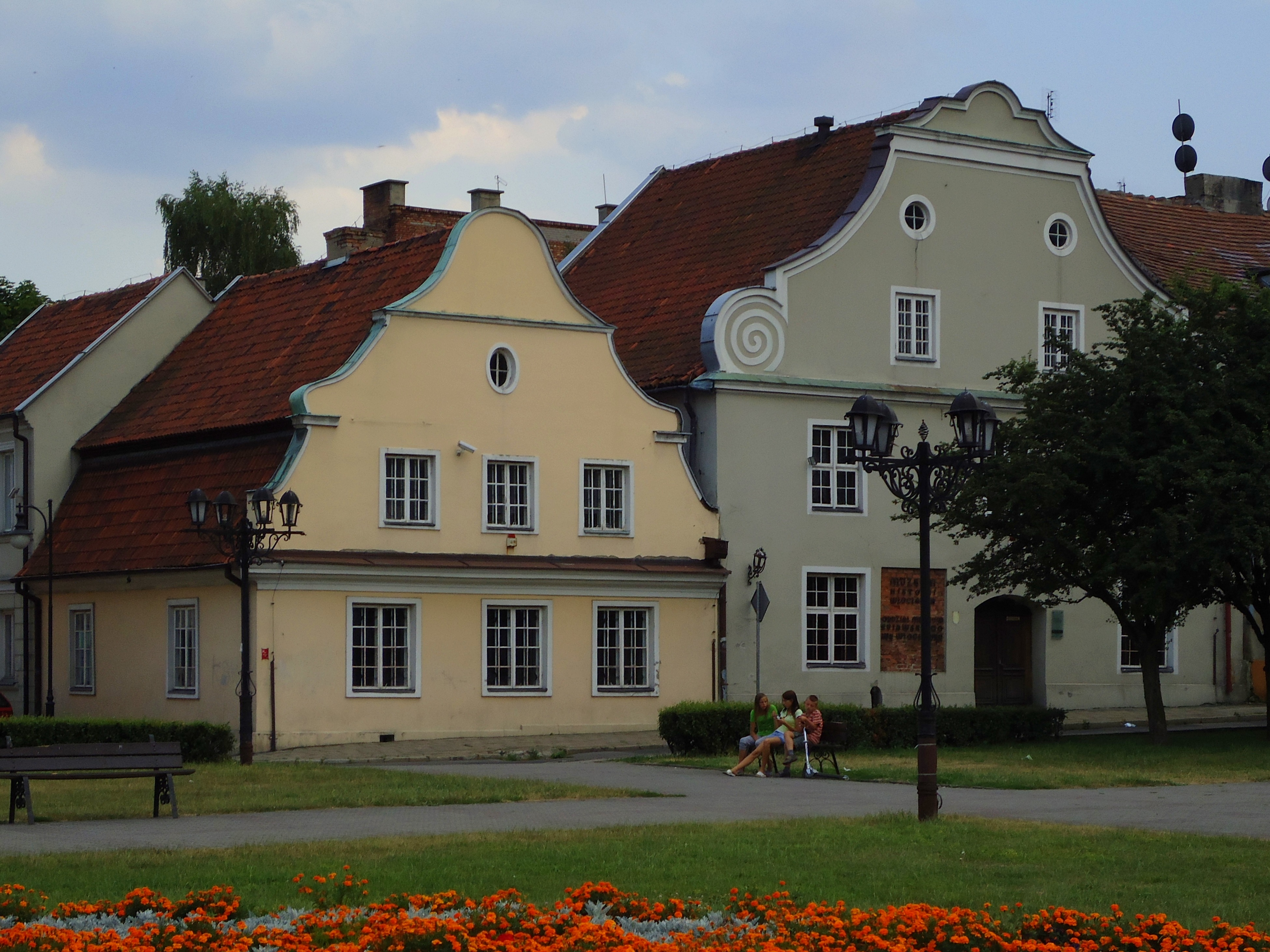
Muzeum Historii Włocławka
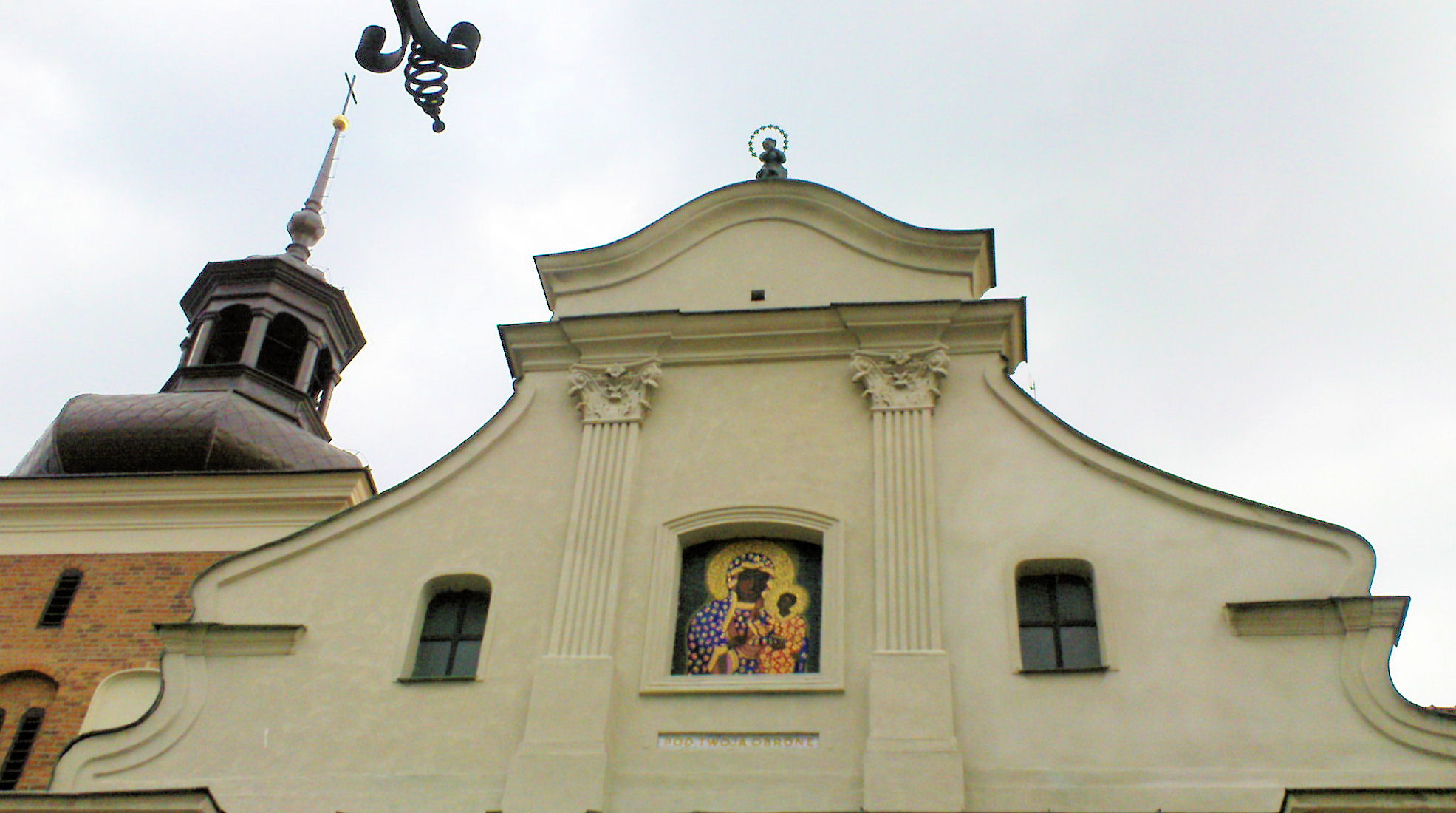
Kościół św Jana Chrzciciela we Włocławku - tympanon bocznej kaplicy z obrazem Matki Bożej
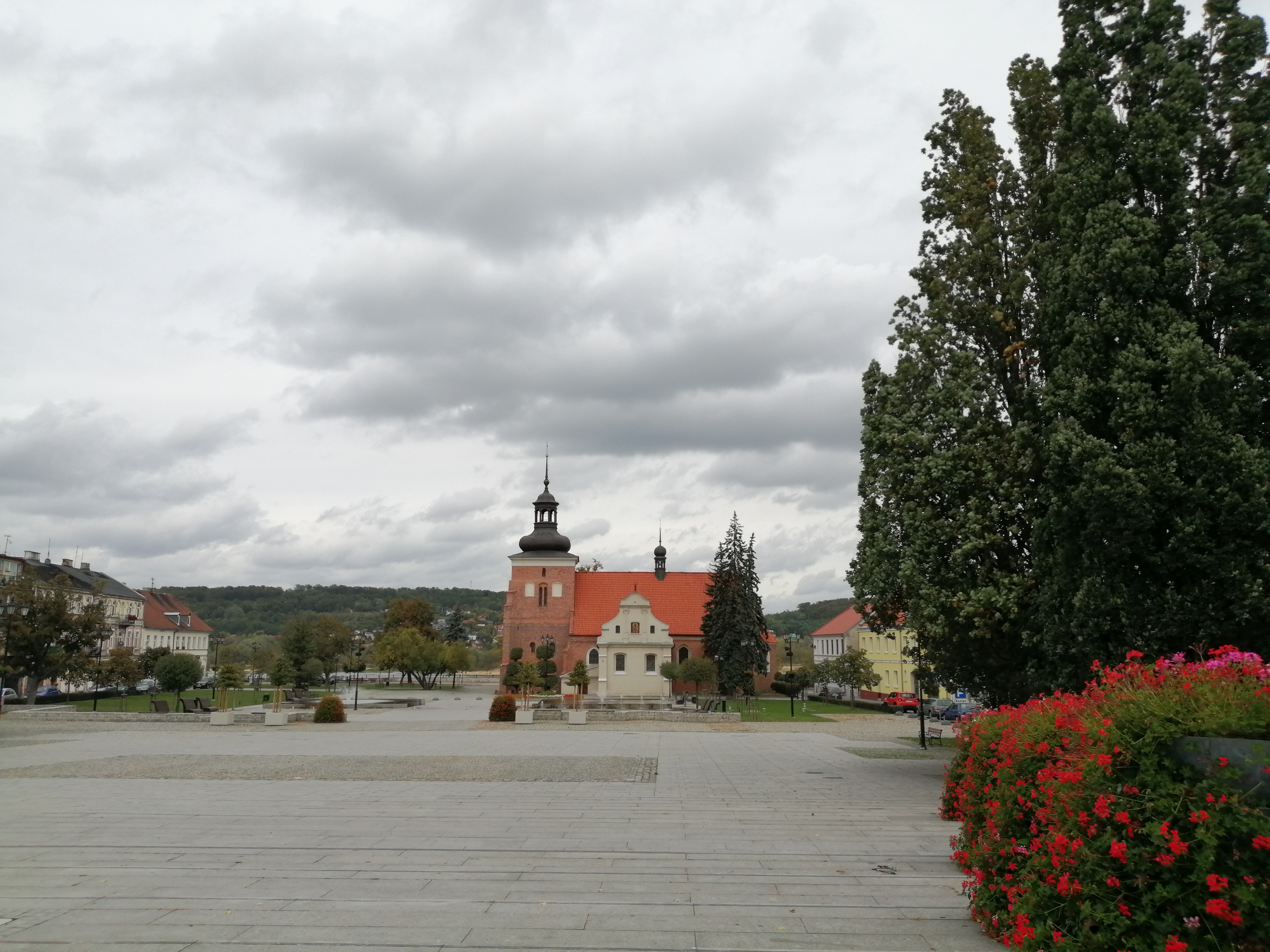
Widok na plac, w tle Kościół św. Jana Chrzciciela